# فیلادلفیا
فیلادِلْفیا (به انگلیسی: Philadelphia) ششمین شهر پرجمعیت ایالات متحده آمریکا است. این شهر دومین شهر بزرگ ساحل شرقی آمریکا بعد از نیویورک و شهر مهم ایالت پنسیلوانیا است.
فیلادلفیا اولین پایتخت آمریکا بوده و قانون اساسی آمریکا در این شهر و در تالار استقلال این شهر به امضا رسیده‌است.
رودخانه سکوکل و رودخانه دلاویر از این شهر می‌گذرند.
فیلادلفیا به‌عنوان بزرگ‌ترین شهر ایالت پنسیلوانیا و ششمین شهر پرجمعیت ایالات متحده شناخته می‌شود و در سال ۲۰۲۰ جمعیتی در حدود ۱٬۶۰۰٬۰۰۰ نفر داشت و منطقه کلانشهری آن بیش از ۶٬۰۰۰٬۰۰۰ نفر جمعیت را در خود جای داده‌است. این شهر در سال ۱۶۸۲ توسط ویلیام پن، کوکر انگلیسی و حامی آزادی مذهبی، بنیان‌گذاری شد و در طول انقلاب آمریکا نقشی محوری داشت، از جمله میزبانی کنگره قاره‌ای اول و کنگره قاره‌ای دوم و تصویب اعلامیه استقلال و قانون اساسی در آن.
پس از انقلاب، فیلادلفیا تا سال ۱۸۰۰ چندین بار به‌عنوان پایتخت موقت ایالات متحده عمل کرد و تا مدتی بزرگ‌ترین شهر کشور بود. این شهر زادگاه بسیاری از «نخستین‌ها» در تاریخ ایالات متحده به‌شمار می‌رود، از جمله نخستین کتابخانه در سال ۱۷۳۱، نخستین بیمارستان در ۱۷۵۱، نخستین مدرسه پزشکی در ۱۷۶۵ و نخستین بازار سهام در ۱۷۹۰.
طرح شهری فیلادلفیا از ابتدا با شبکه‌ای منظم از خیابان‌ها و میدان‌های عمومی طراحی شد که هدف آن ایجاد گذرگاه‌های آسان و فضاهای باز برای جلوگیری از گسترش آتش‌سوزی‌ها و بهبود کیفیت زندگی شهری بود. این طرح که بر پایه اندیشه‌های ویلیام پن شکل گرفت، در گذر زمان چارچوب کلی خود را حفظ کرده‌است.
در حوزه فرهنگ بصری، فیلادلفیا دارای بیشترین تعداد نقاشی دیواری در ایالات متحده است. برنامه نقاشی دیواری این شهر که از سال ۱۹۸۴ آغاز شد، تاکنون بیش از ۲٬۸۰۰ اثر هنری را با مشارکت هنرمندان و داوطلبان ایجاد کرده‌است. همچنین پارک فرمونت با وسعت بیش از ۲٬۰۵۲ هکتار به‌عنوان یکی از بزرگ‌ترین پارک‌های شهری جهان شناخته می‌شود.
امروزه فیلادلفیا یکی از مراکز مهم سرمایه‌گذاری خطرپذیر، فناوری و اقتصاد نوآوری در شرق ایالات متحده به‌شمار می‌آید. این شهر با قرار گرفتن در میان محور اقتصادی نیویورک و واشینگتن و میزبانی ۱۳ شرکت فورچون ۵۰۰، جایگاهی کلیدی در اقتصاد ملی دارد.

## تاریخ

### پیش‌استقرار
منطقه‌ای که بعدها فیلادلفیا شد، پیش از ورود اروپایی‌ها توسط قوم «لِناپه» سکونت داشت. این سرزمین بخشی از دره رودخانه دلاویر بود که به نام «Zuyd» یا «رود جنوبی» معروف بود. در آن نزدیکی، اردوگاه‌های قابل توجهی مانند کوآکوانوک («توده درختان کاج»)، پاس‌یونک («در دره») و نیتاپِکونک («محلی که دسترسی به آن آسان است») قرار داشتند. شاکاماكسون، به معنای «جایی که رئیس در آن تاج‌گذاری کرد» نیز در غرب رود دلاویر واقع بوده‌است.

### دوران استعماری
اولین حضور اروپاییان در این منطقه به سال ۱۶۰۹ بازمی‌گردد؛ هنگامی که هیثنری هادسون از هلند وارد دره دلاویر شد. در سال ۱۶۳۸، مستعمره سوئدی «نیو سوئدن» با فرماندهی پتر مینوئت تأسیس شد. پس از تسلط هلند و در نهایت انگلیس در سال ۱۶۶۴، ویلیام پن در سال ۱۶۸۲ این منطقه را به عنوان بخشی از قلمرو پنسیلوانیا دریافت کرد و شهر فیلادلفیا را بنیان‌گذاری نمود. این شهر با نقشه‌ای شبکه‌ای طراحی شد؛ خیابان‌های شرقی–غربی به نام درختان و خیابان‌های شمالی–جنوبی شماره‌گذاری شدند و چهار میدان عمومی (میدان ریتنهاوس، میدان لوگان، واشینگتن و میدان فرانکلین) برای استفاده عموم تعیین شد..

### انقلاب آمریکا
در دهه ۱۷۶۰، با اعمال مالیات‌هایی مانند قانون تمبر و Townshend Acts، جو سیاسی علیه بریتانیا در فیلادلفیا بالا گرفت. کنگره قاره‌ای اول در سال ۱۷۷۴ در Carpenters' Hall و کنگره قاره‌ای دوم در تالار ایالت پنسیلوانیا (تالار استقلال) برگزار شد. در سال ۱۷۷۶، اعلامیه استقلال در این مکان به تصویب رسید و ناقوس آزادی به الدنی برای ممانعت از تبدیل شدن به تسلیحات منتقل شد. اشغال موقت شهر توسط بریتانیایی‌ها باعث شد که کنگره به مکان‌های موقتی نقل مکان کند.

### پس از انقلاب تا قرن نوزدهم
پس از پایان انقلاب و تا آغاز قرن نوزدهم، فیلادلفیا چندین بار به پایتخت موقت ایالات متحده تبدیل شد. همچنین این شهر به یکی از نخستین مراکز صنعتی آمریکا، به‌ویژه در زمینه نساجی تبدیل شد. پس از جنگ داخلی آمریکا، ماشین سیاسی جمهوری‌خواهان کنترل حکومت شهری را در اختیار گرفت و فیلادلفیا تا دهه‌های میانی قرن بیستم به عنوان شهری «فسادآلود و راضی» شناخته می‌شد. اصلاحات عمده‌ای در سال ۱۹۵۰ انجام شد که اختیارات شهردار را تقویت و قدرت شورای شهر را کاهش داد.

### اصلاحات پس از جنگ و قرن بیستم
در دهه‌های پس از جنگ جهانی دوم، بسیاری از خانواده‌های سفیدپوست متوسط به حومه نقل مکان کردند و جمعیت شهر کاهش یافت. با این حال، از دهه ۱۹۹۰ به این سو، روند احیای شهری و نوسازی محله‌ها آغاز شده است. بازسازی مرکز شهر و منطقه‌های تاریخی مانند سوسایتی هیل و فرمونت باعث رونق مجدد شهر شده‌اند.

## فرهنگ
از مشاهیر فرهنگی برجسته این شهر می‌توان به لوئی کان و بنجامین فرانکلین، و از مراکز جذب گردشگری این شهر موزه هنر شهر فیلادلفیا و مؤسسه فرانکلین را می‌توان نام برد. این شهر معروف به داشتن خوراکی‌های خاص خود است. معروفترین این خوراکی‌ها، «ساندویچ استیک پنیر فیلی» (به انگلیسی: Philly Cheesesteak) است که عمدتاً در جنوب شهر توسط دو مغازه رقیب هم به نام‌های پتز (Pat's) و جینوز (Geno's) تهیه می‌شود.
کتابخانه آزاد فیلادلفیا در ۱۸۹۱ تأسیس شد.

## ترابری
سازمان ترابری جنوب شرقی پنسیلوانیا در سال ۱۹۶۵ با هدف ارائه خدمات ترابری ریلی و اتوبوس‌رانی در شهر فیلادلفیا تأسیس شده‌است. اولین قطار شهریِ فیلادلفیا، در سال ۱۹۰۷ راه‌اندازی شده و هم‌اکنون این شهر ۷۵ ایستگاه مترو دارد.
همچنین قطارشهری پاتکو اسپیدلاین سیستم ترابری ریلی مابین شهرهای فیلادلفیا و شهرستان کمدن است که در سال ۱۹۶۹ تأسیس شده و ۱۳ ایستگاه و ۲۳ کیلومتر طول دارد.

## ورزش
این شهر تقریباً در تمام رشته‌های ورزشی مهم دارای باشگاه حرفه‌ای در سطح لیگ‌های سراسری است.
تیم‌های فوتبال فیلادلفیا یونیون و فیلادلفیا ایندپندنس، فوتبال آمریکایی فیلادلفیا ایگلز، تیم هاکی روی یخ فیلادلفیا فلایرز، تیم بیسبال فیلیز و تیم بسکتبال فیلادلفیا سونتی سیکسرز از این شهرند.

## مراکز گردشگری
- باغ وحش فیلادلفیا

## مراکز علمی
دانشگاه پنسیلوانیااز معتبرترین دانشگاه‌های آمریکا و جهان، دانشگاه تمپل، دانشگاه ویلانوا یک دانشگاه مذهبی و از معتبرترین دانشگاه‌های آمریکا، دانشگاه توماس جفرسون، کالج سوارثمور و دانشگاه درکسل فقط چند نمونه از مؤسسات آموزش عالی این شهر می‌باشند.
بیمارستان کودکان فیلادلفیا از مشهورترین مراکز بهداشت اطفال جهان نیز، در این شهر قرار دارد.

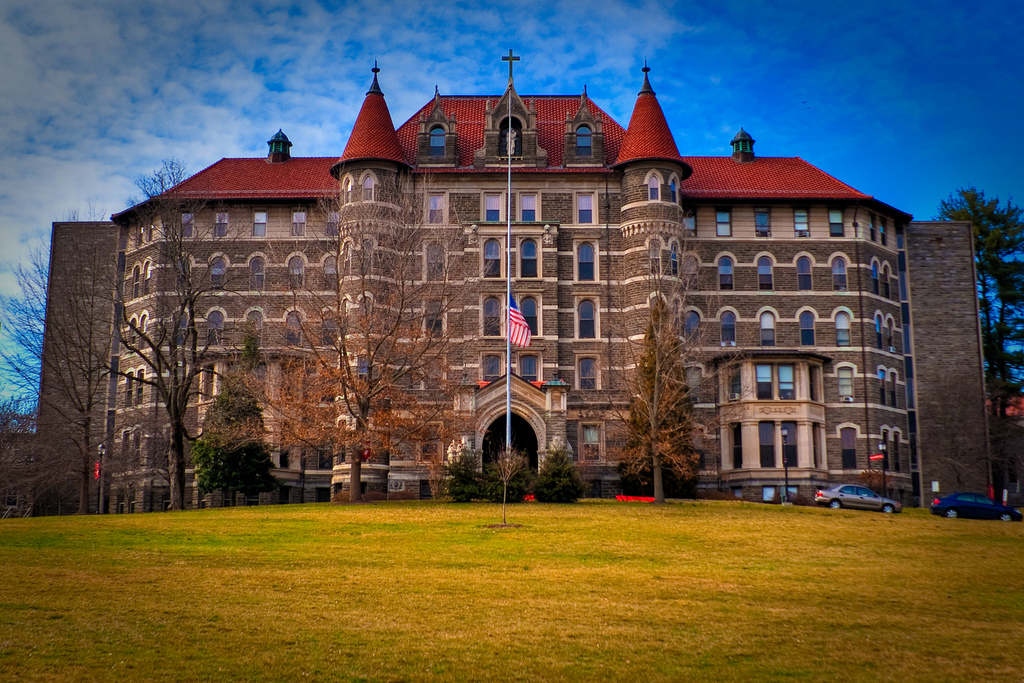
فیلادلفیا دارای تعداد زیادی مؤسسه برجسته آموزش عالیست
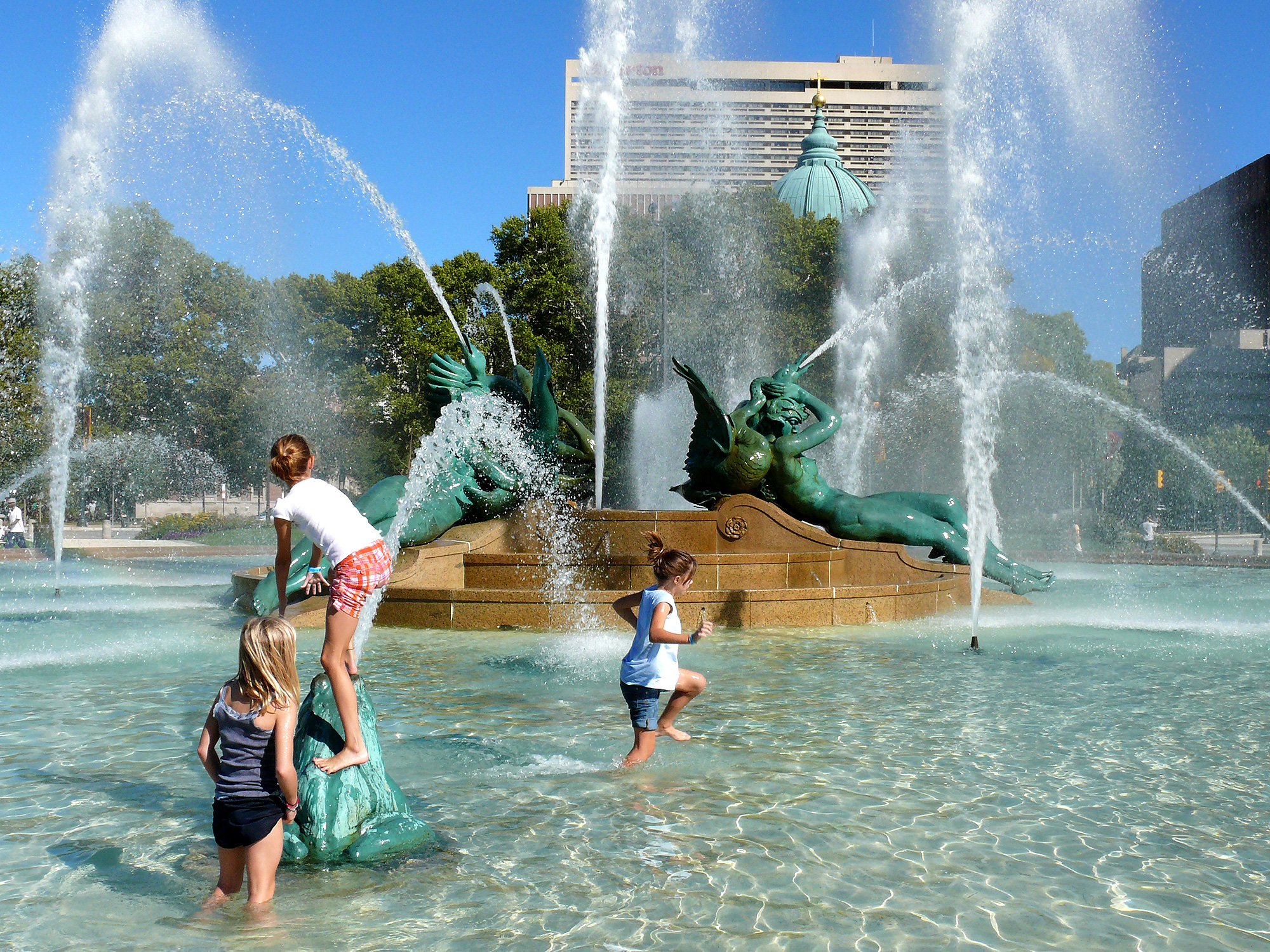
یک میدان در مرکز شهر محل آبتنی کودکان در تابستان شده‌است